# 2-й Ирининский переулок
Второ́й Ири́нинский переу́лок — улица в Москве в Басманном районе между улицей Фридриха Энгельса и Большой Почтовой улицей.

## Происхождение названия
Ирининские переулки получили свои названия в XIX веке по прилеганию к Ирининской улице (ныне улица Фридриха Энгельса), названной так по приделу Святой великомученицы Ирины церкви Святой Троицы, что в Покровском.

## Описание
2-й Ирининский переулок начинается от улицы Фридриха Энгельса, проходит на юго-восток и заканчивается на Большой Почтовой.

## Здания и сооружения
на нечётной стороне:
- № 3 — строительная компания «ДжетСтрой»[возможно, информация устарела];
- № 7, стр. 1 — детский сад № 1865;

на чётной стороне:
- № 2/1, стр. 1 — кирпичное здание в аварийном состоянии;
- № 2/1, стр. 2 — православный гуманитарный институт «Со-действие» (учреждeние Отдела религиозного образования и катехизации Русской православной Церкви);
- № 4 — жилой дом оригинальной архитектуры[1].